# Parti radical-socialiste Camille Pelletan
 (juin 2022).
Le Parti radical-socialiste Camille Pelletan (PRS-CP) est créé à l'issue du congrès de Clermont-Ferrand du Parti radical en mai 1934, en réaction à la participation de ministres radicaux au  gouvernement Doumergue.
Son fondateur est Gabriel Cudenet, alors président de la fédération radicale-socialiste de Seine-et-Oise, qui prend le titre de président. Le reste du bureau est constitué de Suzanne Pelletan, présidente d'honneur, Jean Cotereau, vice-président, Henri Faron, vice-président, Armand Rozelaar, vice-président, Jean Sennac, vice-président, Pierre Le Brun, secrétaire général. Les deux derniers réintègrent le parti radical quand celui-ci adhère au Front populaire.
Aux législatives de 1936, le parti radical-socialiste Camille Pelletan compte trois élus (René Château, Lucien Camus, André Albert) qui participent au Front populaire au sein du groupe parlementaire de la Gauche indépendante. Le sénateur Emile Lisbonne rejoint en 1936 le parti, dont il devient président d'honneur. 
Le PRS-CP, initialement prévu pour rassembler l'aile gauche de la famille radicale, ne connait pas le succès espéré et ses dirigeants réintègrent le « vieux » Parti radical à la Libération. Gabriel Cudenet évolue vers la droite et prend la présidence du Rassemblement des gauches républicaines jusqu'à sa mort en 1948.